# NGC 1302
NGC 1302 (другие обозначения — ESO 481-20, MCG -4-8-58, IRAS03177-2614, PGC 12431) — спиральная галактика в созвездии Печь. Открыта Эдвардом Барнардом в 1885 году. Описание Дрейера: «тусклый объект круглой формы, сильно более яркий в середине, в 1' к северо-западу расположена звезда 9-й величины».
Этот объект входит в число перечисленных в оригинальной редакции «Нового общего каталога». В атласе галактик де Вокулёра NGC 1302 представлена как пример галактики типа (R2')SAB(rs)0/a.
В галактике вспыхнула сверхновая SN 2003if типа Ia, её пиковая видимая звездная величина составила 17,6. NGC 1302 входит в состав группы галактик NGC 1255. Помимо NGC 1302 в группу также входят NGC 1255, NGC 1201, ESO 480-25, ESO 481-14, ESO 481-18 и ESO 481-19.